# Rivula
Rivula is een geslacht van nachtvlinders uit de familie van de spinneruilen (Erebidae).

## Soorten
- R. aenictopis Turner, 1908
- R. aequalis Walker, 1863
- R. albistriga Hampson, 1893
- R. albovenata Gaede, 1939
- R. anaemica Hampson, 1926
- R. anapsida Joannis, 1929
- R. apsidiphora Joannis, 1929
- R. arizanensis Wileman, 1916
- R. aroa Bethune-Baker, 1906
- R. asteria Druce, 1898
- R. atimeta Swinhoe, 1905
- R. auripalpis Butler, 1839
- R. basalis Hampson, 1891
- R. biagi Bethune-Baker, 1908
- R. biatomea Moore, 1883
- R. bicolorana Legrand, 1966
- R. bioculatis Moore, 1877
- R. calamina Hampson, 1926
- R. caledonica Holloway, 1979
- R. catadela Fletcher D. S., 1961
- R. cognata Hampson, 1912
- R. concinna Lucas, 1895
- R. concolor Hulstaert, 1924
- R. constellata Hampson, 1926
- R. continentalis Gaede, 1939
- R. costinotata Hampson, 1926
- R. craspisticta Hampson, 1926
- R. curvata Gaede, 1939
- R. curvifera Walker, 1862
- R. curvilinea Wileman, 1911
- R. cyanepuncta Hampson, 1907
- R. cyclina (Mabille, 1900)
- R. dimorpha Fryer, 1912
- R. dipterygosoma Tams, 1935
- R. dispar de Joannis, 1915
- R. distributa Walker, 1866
- R. dubitatrix Bryk, 1948
- R. endotricha Hampson, 1926
- R. erebina Hampson, 1926
- R. errabunda Wileman, 1911
- R. ethiopina Hampson, 1926
- R. everta Swinhoe, 1907
- R. inconspicua Butler, 1881
- R. innotabilis Walker, 1863
- R. invertita (Berio, 1956)
- R. latipes Schaus, 1913
- R. leucanioides Walker, 1864
- R. leuconephra Hampson, 1926
- R. leucosticta Swinhoe, 1895
- R. lophosoma Hampson, 1926
- R. manuselensis Prout, 1922
- R. maxwelli Robinson, 1975
- R. meeki Bethune-Baker, 1906
- R. microcyma Hampson, 1926
- R. microsticta Hampson, 1926
- R. modesta Gaede, 1939
- R. monorena Holloway
- R. niphodesma Meyrick, 1891
- R. niveipuncta Swinhoe, 1905
- R. ochracea Berio, 1956
- R. ochraceoides Poole, 1989
- R. ochrea (Bethune-Baker, 1911)
- R. ommatopis Meyrick, 1902
- R. pallida Moore, 1882
- R. parallella (Hampson, 1902)
- R. peruvensis Hampson, 1926
- R. plumipes Hampson, 1907
- R. polynesiana Hampson, 1926
- R. propinqualis Guenée, 1854
- R. pusilla Möschler, 1890
- R. rufescens Schaus, 1913
- R. sericealis (Scopoli, 1763) – Stro-uiltje
- R. simulatrix Hampson, 1912
- R. sordida Walker, 1864
- R. sororcula (Saalmüller, 1880)
- R. stepheni Sullivan, 2009
- R. striatura Swinhoe, 1895
- R. tanitalis Rebel, 1912
- R. trilineata Moore, 1888
- R. unctalis Staudinger, 1892
- R. vicarialis Walker, 1866
- R. violetta Schaus, 1904